# Zilverige heidesatijnzwam
De zilverige heidesatijnzwam (Entoloma argenteostriatum) is een schimmel behorend tot de familie Entolomataceae. Hij leeft saprotroof, in schrale graslanden op zandige bodem.

## Kenmerken

### Uiterlijke kenmerken
Hoed
De hoed varieert in diameter van 9 tot 25 mm en heeft een conisch-convexe of convexe vorm die zich ontwikkelt tot plano-convex. De rand is recht, en naarmate de paddenstoel ouder wordt, kan de marginale zone golvend zijn. De hoed is sterk hygrofaan, donkergrijs-bruin wanneer vochtig en transparant gestreept tot het midden. Bij het drogen verandert de kleur naar bleek bruin-grijs met een satijnen glans. 
Lamellen
De lamellen zijn matig ver uit elkaar geplaatst, variabel ingevoegd, aanvankelijk licht bruin-grijs en later vleeskleurig. 
Steel
De steel heeft een lengte van 23-32 en een dikte van 1,8-4 mm. De steel is soms afgeplat en tot 7 mm breed, grijs-bruin van kleur en lichter dan de hoed met lengtestrepen en een dicht bepoederd bovenste gedeelte. 
Vlees
Het vlees in de hoed is dun (1,5 mm), grijsachtig wit en stevig, terwijl de schors in de steel grijs-bruin is (0,5 mm), het context is grijsachtig wit en splitst gemakkelijk in de lengte. 
Geur
De geur is eerst meelachtig en later meer komkommerachtig.

### Microscopische kenmerken
De sporen zijn 5-7-hoekig in zijaanzicht en meten 7,4-10,6 × 5,8-6,9 µm. De basidia zijn 29-38(-41) × 8,5-10,6 µm, knotsvormig en 4-sporig. De cystidia ontbreken. De hymenoforale trama bestaat uit cilindrische tot opgezwollen elementen, gemengd met smalle verbindende hyfen. De pileipellis is een cutis van 4-13 micrometer breed, bestaande uit cilindrische hyfen met overgangen naar een trichoderm, vooral in het midden en bij jonge exemplaren. De pileitrama heeft een zwak tot duidelijk ontwikkelde hypoderm, met opgezwollen elementen en lange, opgezwollen hyfen gemengd met smalle verbindende hyfen. Het gehele trama is grof bruin ingelegd, met name in het bovenste gedeelte van de pileitrama. Er zijn geen gespen aanwezig.

## Verspreiding
In Nederland komt de zilverige heidesatijnzwam zeldzaam voor. Hij staat op de rode lijst in de categorie gevoelig.